# U-16インターナショナルドリームカップ2023
U-16インターナショナルドリームカップ2023は、日本サッカー協会が主催し、2023年5月31日から6月4日にかけて行われた第7回目のU-16インターナショナルドリームカップである。
本大会はホスト国のU-16サッカー日本代表がU-16サッカーオランダ代表、U-16サッカーアメリカ代表、U-16サッカーナイジェリア代表の3チームを招待し、4チームでラウンドロビン方式によって優勝を決定する。

## 主催
- 公益財団法人日本サッカー協会[1]

## 開催方式
ナショナルチーム4チームがラウンドロビン方式で各3試合を戦う。前後半45分ハーフの90分の試合を行い、勝敗が決しない場合はPK戦で勝敗を決める（延長戦は行わない）。

## 会場
- Jヴィレッジスタジアム[1]/福島県双葉郡楢葉町、福島県双葉郡広野町

## 出場国
- 日本 (アジアサッカー連盟)
- オランダ (欧州サッカー連盟)
- アメリカ合衆国 (北中米カリブ海サッカー連盟)
- ナイジェリア (アフリカサッカー連盟)

## 出場選手
(英語)

## 結果

### 順位表
| 順位 | チーム名       | 試合数 | 勝 | 分 | 敗 | 得点 | 失点 | 得失点差 | 勝点 |
| ---- | -------------- | ------ | -- | -- | -- | ---- | ---- | -------- | ---- |
| 1    | 日本           | 3      | 2  | 0  | 1  | 11   | 5    | +6       | 6    |
| 2    | オランダ       | 3      | 2  | 0  | 1  | 6    | 4    | +2       | 6    |
| 3    | アメリカ合衆国 | 3      | 2  | 0  | 1  | 4    | 5    | -1       | 6    |
| 4    | ナイジェリア   | 3      | 0  | 0  | 3  | 2    | 9    | -7       | 0    |

出典: 日本サッカー協会

### 試合日程
時刻はすべて現地時間、日本標準時 (UTC+9)。
| #1 | 2023年5月31日 12:00 |

| オランダ          | 1 - 0          | ナイジェリア |
| ジム・コラー 12分 | レポート (JFA) |              |

| Jヴィレッジスタジアム（楢葉町、広野町） 観客数: 100人 主審: 足立正輝 |

| #2 | 2023年5月31日 15:00 |

| 日本            | 1 - 2          | アメリカ合衆国                                        |
| 神代慶人 90+4分 | レポート (JFA) | サンティアゴ・モラレス 60分 · ショーン・ペトリー 83分 |

| Jヴィレッジスタジアム（楢葉町、広野町） 観客数: 175人 主審: 松澤慶和 |

| #3 | 2023年6月2日 12:00 |

| アメリカ合衆国 | 0 - 3          | オランダ                                                                                    |
|                | レポート (JFA) | イェサヤ・リガ・ムスタファ 21分 · ハニール・ペイレラ・ダガマ 42分 · ベンヤミン・カデリ 82分 |

| Jヴィレッジスタジアム（楢葉町、広野町） 観客数: 100人 主審: 高崎航地 |

| #4 | 2023年6月2日 15:00 |

| 日本                                                                                        | 6 - 1          | ナイジェリア          |
| 大石脩斗 2分 · 神代慶人 17分 · 神代慶人 42分 · 濱﨑健斗 66分 · 関口航汰 78分 · 島 佑成 90分 | レポート (JFA) | アズカ・アラタン 50分 |

| Jヴィレッジスタジアム（楢葉町、広野町） 観客数: 135人 主審: 宗像瞭 |

| #5 | 2023年6月4日 12:00 |

| ナイジェリア        | 1 - 2          | アメリカ合衆国                                    |
| ソロモン・ウド 85分 | レポート (JFA) | ノア・サントス 25分 · サンティアゴ・モラレス 64分 |

| Jヴィレッジスタジアム（楢葉町、広野町） 観客数: 165人 主審: 椎野大地 |

| #6 | 2023年6月4日 15:00 |

| 日本                                                       | 4 - 2          | オランダ                                             |
| 島佑成 4分 · 菅原悠太 10分 · 濱﨑健斗 48分 · 大石脩斗 50分 | レポート (JFA) | リフ・オルデンスタム 3分 · ジノ・フェルフルスト 51分 |

| Jヴィレッジスタジアム（楢葉町、広野町） 観客数: 700人 主審: 瀬田貴仁 |

## 統計

### 得点者
6試合で合計23ゴールあり、1試合平均は3.83ゴールだった。
3得点

- 神代慶人

2得点

- 濱﨑健斗
- 大石脩斗
- 島佑成
- サンティアゴ・モラレス

1得点

- 関口航汰
- 菅原悠太
- ジム・コラー
- イェサヤ・リガ・ムスタファ
- ハニール・ペイレラ・ダガマ
- ベンヤミン・カデリ
- リフ・オルデンスタム
- ジノ・フェルフルスト
- アズカ・アラタン
- ソロモン・ウド
- ショーン・ペトリー
- ノア・サントス

## 優勝チーム
| U-16インターナショナルドリームカップ2023優勝 |
| -------------------------------------------- |
| · 日本 · 5回目の優勝                         |

## TV放送/JFATV
- ＃2・＃4・＃6（日本代表出場）の試合を含む全試合はJ SPORTSで生放送(有料)を実施。[2]
- ＃1・＃3・＃5の試合は日本サッカー協会のYouTube公式チャンネル(JFATV)でライブストリーミング配信(無料)を実施。[2]